# 折苞风毛菊
折苞风毛菊（学名：Saussurea recurvata）是菊科风毛菊属的植物。分布在朝鲜、俄罗斯以及中国大陆的陕西、青海、东北、宁夏、甘肃、内蒙古等地，生长于海拔1,000米至2,900米的地区，见于林缘、灌丛以及山坡草地，目前尚未由人工引种栽培。

## 别名
弯苞风毛菊

## 异名
- Saussurea recurvata (Maxim.) Lipsch. var. angustata H. C. Fu